# Glaphyrostomum mcintoshi
Glaphyrostomum mcintoshi är en plattmaskart. Glaphyrostomum mcintoshi ingår i släktet Glaphyrostomum och familjen Brachylaimidae. Inga underarter finns listade i Catalogue of Life.